# Doctrina Kirkpatrick

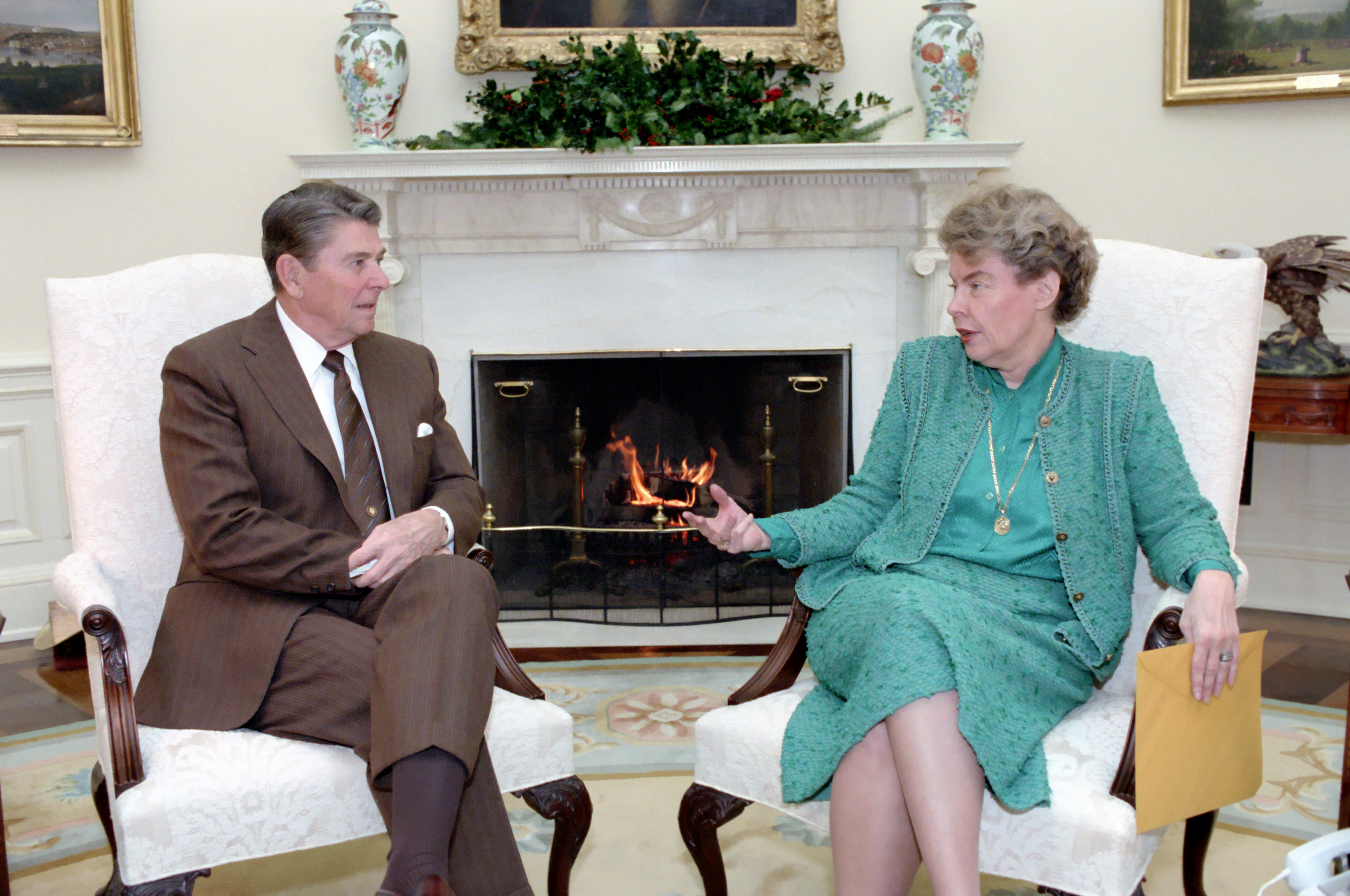
Ronald Reagan con Jeane Kirkpatrick, (c. 1980).

La Doctrina Kirkpatrick fue una doctrina política expuesta por la embajadora de los Estados Unidos, Jeane Kirkpatrick, ante las Naciones Unidas en la década de 1980. Esto para justificar, en el contexto de la Guerra Fría, el sostén de su país a dictaduras anticomunistas del Tercer Mundo. 

## Desarrollo
Kirkpatrick aseguraba que los estados prosoviéticos eran regímenes «totalitarios» mientras las dictaduras prooccidentales eran «autoritarios». Kirkpatrick indicaba que los regímenes totalitarios eran más estables que los regímenes autoritarios, y por lo tanto tienen una mayor propensión a influir a los estados vecinos.

El embajador de Estados Unidos en El Salvador Thomas Pickering y la embajadora estadounidense ante las Naciones Unidas Jeane Kirkpatrick ven la devastación resultante de la guerra civil en el país centroamericano. Un comandante del ejército salvadoreño (centro de la derecha) informa a Pickering y Kirkpatrick.

El principio de Kirkpatrick de que los regímenes totalitarios son más estables que los regímenes autoritarios ha sido duramente criticado desde la caída de la Unión Soviética en 1991, especialmente porque Kirkpatrick predecía que el sistema soviético duraría décadas. Sus defensores dicen que la Unión Soviética cayó solo por la constante oposición Occidental dirigida por EE. UU. contra el Comunismo durante la Guerra Fría. Estos también argumentan que la transición del totalitarismo a la democracia en el Bloque del Este no fue una suave transición como normalmente acontece con otros estados autoritarios hacia la democracia. 
Según Kirkpatrick, los regímenes autoritarios solo tratan de controlar o castigar la conducta de sus ciudadanos, mientras que los regímenes totalitarios van más allá de eso procurando controlar los pensamientos de sus ciudadanos, utilizando propaganda, lavado cerebral, reeducación, el espionaje a particulares y la represión política masiva basada en la ideología del Estado. La Unión Soviética, especialmente durante el mandato de Iósif Stalin, y la Alemania de Adolf Hitler son citados como ejemplos de arquetipos de regímenes totalitarios. 
Los regímenes totalitarios también a menudo procuran socavar o destruir las instituciones tradicionales de la comunidad (por ejemplo, la religión, o aún la institución familiar), mientras los regímenes autoritarios usualmente no pretenden dañar tales instituciones. Por esta razón, ella argumenta que el proceso de restaurar la democracia es más fácil en ex estados autoritarios que en ex estados totalitarios, y los estados autoritarios son más dóciles a la reforma gradual en una dirección democrática que los estados totalitarios. 
La Doctrina Kirkpatrick fue muy influyente durante la presidencia de Ronald Reagan. La administración Reagan dio diferentes grados de apoyo a dictaduras anticomunistas, como en Guatemala (en 1985), Filipinas (en 1986), y Argentina (en 1982), y armó el mujahideen en Afganistán, UNITA en Angola, y los Contra en Nicaragua, para destruir los regímenes comunistas en esos países.
- Datos: Q2835713